# متلازمة ألوية عميقة
تصف المتلازمة الألوية العميقة انفخاخ العصب الوركي غير القرصي خارج الحوض في الفراغ الألوي العميق. أو عرق النسا بمسمى آخر ويحدث بسبب تهيج العصب في الأرداف بدلاً من العمود الفقري أو الحوض. وهو امتداد لانفخاخ العصب الوركي غير القرصي حيث يتجاوز النموذج التقليدي لمتلازمة العضلة الكمثرية. بينما كان يُعتقد سابقًا أن تهيج العصب الوركي في الأرداف يقتصر على العضلة الكمثرية فقط، أصبح من المعترف به الآن أن هناك العديد من الأسباب الأخرى. تتمثل الأعراض في ألم أو عسر حس (إحساس غير طبيعي) في الأرداف والورك والفخذ الخلفي مع أو بدون ألم منتشر في الساق. يبلغ المرضى عن الألم عند الجلوس غالبًا. السببان الأكثر شيوعًا هما متلازمة العضلة الكمثرية والأشرطة الليفية الوعائية (نسيج ندبي)، ولكن توجد العديد من الأسباب الأخرى. يتم التشخيص عادة من خلال الفحص البدني والتصوير بالرنين المغناطيسي (MRI) والتصوير المغناطيسي للأعصاب (MRN) والحصار العصبي التشخيصي. العلاج الجراحي هو إزالة الضغط عن العصب الوركي بالمنظار حيث تُزال الأنسجة المحيطة بالعصب الوركي لتخفيف الضغط.

## تعريف الحيز الألوي
يُحدَّد الفراغ الألوي بمعالم تشريحية. ولتوضيح حدوده، يُمكننا تعريف الأرداف أو النسيج الأمامي لعضلة الألوية الكبرى. تُعرَّف الحدود الخاصة (علوية وسفلية ويسارية ويمنى أمامية وخلفية) على النحو التالي:
- الخلفي: العضلة الألوية الكبرى[1]
- الأمامي: العمود الحقي الخلفي + كبسولة مفصل الورك + عظم الفخذ القريب[1]
- الجانبي (الجانب الأبعد عن المركز): الحدبة الألوية + شفة الخط الخشن[1]
- الوسطي (الجانب الأقرب إلى المركز): الرباط العجزي الحدبي[1]
- العلوي (الأعلى): الحافة السفلية للثلمة الوركية الكبرى[1]
- السفلي (الأسفل): المنشأ القريب لعضلات باطن الركبة عند الحدبة الإسكية [الإنجليزية][1]

## التشريح
يحتوي الورك على خمسة أذرع دوارة خارجية [الإنجليزية]: العضلة الكمثرية والعضلة التوأمية العلوية والعضلة السدادية الغائرة والعضلة التوأمية السفلية والعضلة المربعة الفخذية. (الدوران الخارجي مصطلح تشريحي للحركة يصف الدوران بعيدًا عن مركز الجسم). يخرج الشريان/العصب الألوي السفلي والعصب الوركي والعصب الفرجي والعصب الجلدي الفخذي الخلفي [الإنجليزية] والعصب السدادي الباطن [الإنجليزية] والعصب التوأمي العلوي والعصب الرباعي الفخذي والعصب التوأمي السفلي من الثقبة الوركية الكبرى أسفل العضلة الكمثرية. يمكن أن تُصاب الأعصاب الموجودة في هذه المساحة الألوية العميقة بمشاكل، لكن التعريف الحالي للمتلازمة يميل إلى التركيز على أمراض العصب الوركي تحديدًا.

## العلامات والأعراض
تُعرّف المتلازمة الألوية العميقة بأنها انفخاخ العصب الوركي، ولذلك المرضى سيعانون من ألم على طول توزيع العصب، والذي يُعرف أيضًا باسم عرق النسا. تشمل أعراض عرق النسا العامة ألمًا منتشرًا أحادي الجانب وأحيانًا ثنائي الجانب، أو عسر حس في الساقين المصابتين. قد تكون هناك أيضًا ردود فعل غير طبيعية أو ضعف في الساق المصابة. ومع ذلك، فإن الأعراض العصبية الموضعية المهمة مثل تدلي القدم ليست نموذجية. كما يُبلغ المرضى في كثير من الأحيان عن ألم مستمر أو متقطع أو خلل في الحركة في الجزء الخلفي من الورك أو الأرداف أو الفخذ.
على عكس عرق النسا القرصي (الناجم عن العمود الفقري)، يُبلغ مرضى المتلازمة الألوية العميقة عن تفاقم الأعراض مع الضغط على الأرداف، مثل الألم عند اللمس العميق أو الألم عند الجلوس لفترات طويلة. غالبًا لا يتمكن المرضى من الجلوس لأكثر من 20-30 دقيقة.عندما يجلس المرضى لفترات طويلة قد يُظهرون وضعية مُسكّنة للألم، حيث يُنقل الوزن لتجنب الضغط على الجانب المصاب على أمل تخفيف الألم. غالبًا ما يزداد الألم بسبب الأنشطة أو الأوضاع التي تتضمن ثني الورك على الجانب المصاب. قد يكون لدى مرضى المتلازمة الألوية العميقة تاريخ من الصدمات، مثل السقوط على الأرداف.

## الأسباب

### الأشرطة الليفية

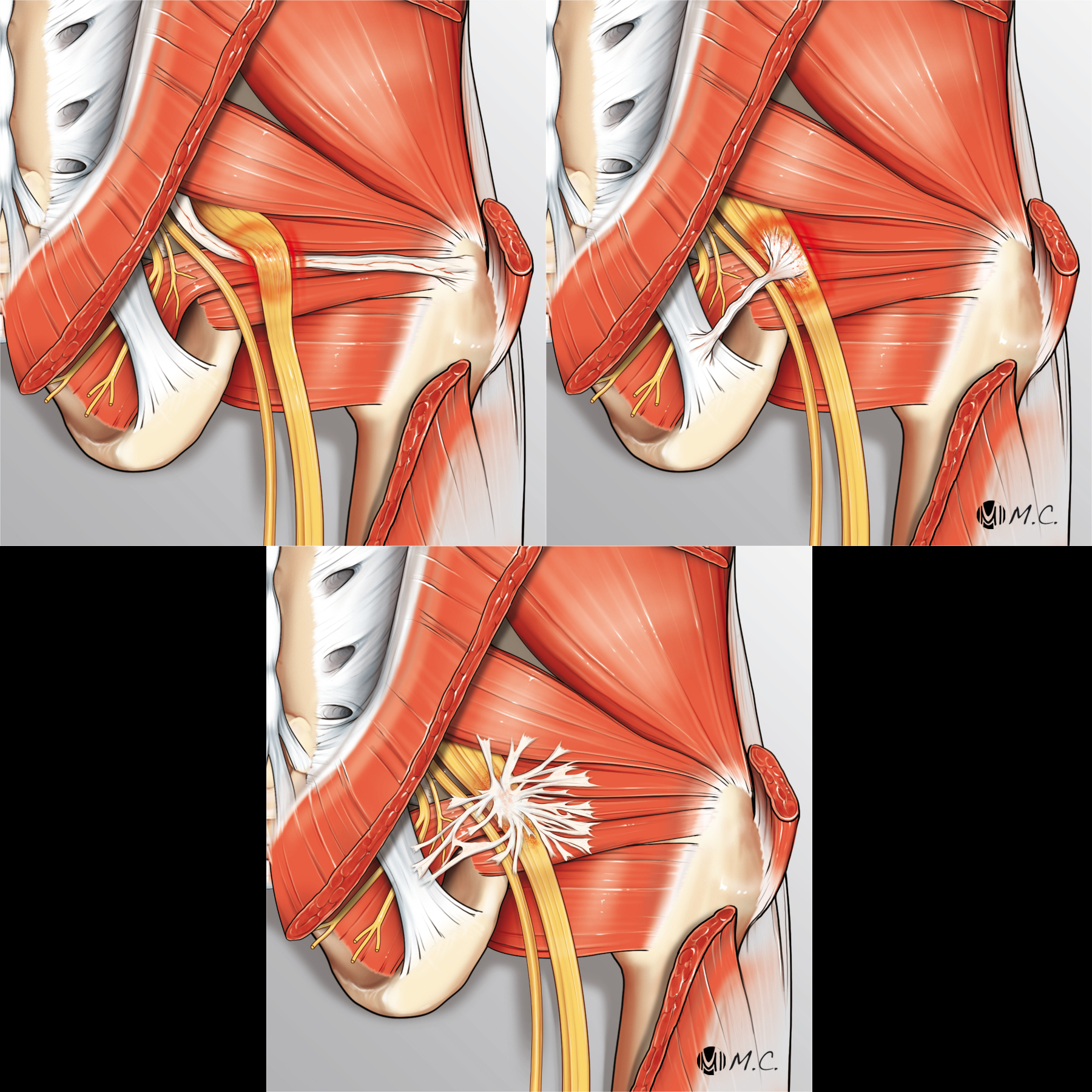
الأربطة الليفية الوعائية هي أنسجة كثيفة قد تُقيّد حركة العصب الوركي، مُسببةً انحباسه. أعلى اليسار شريط ضاغط/جسر، يُشبه حزام الأمان. أعلى اليمين شريط لاصق/حزام حصان، يُشبه المقود. أسفل المنتصف توزيع غير مُحدد يُقيّد الحركة في اتجاهات مُتعددة، يُشبه تناثر الغراء.

تعدّ الأربطة الليفية السبب الأكثر شيوعًا لالمتلازمة الألوية العميقة، وغالبًا ما تُلاحظ أثناء العمليات الجراحية أثناء استكشاف العصب الوركي بالمنظار. النسيج الليفي، المعروف أيضًا باسم النسيج الندبي، هو نسيج كثيف وغير مرن يمكن أن يتشكل بعد شفاء الجسم من إصابة. الأربطة الليفية هي نسيج ليفي ذو شكل طويل ورفيع يشبه الحبل أو الشريط. غالبًا يكون غير واضح كيفية تشكيل الندبة الداخلية. ومع ذلك، فإن العديد من مرضى المتلازمة الألوية العميقة لديهم تاريخ من السقوط أو الصدمات في الحيز الألوي.
يمكن أن تكون الأربطة الليفية أربطة ضاغطة/جسرية أو أربطة لاصقة/شريطية أو ذات توزيع غير محدد. تعمل الأربطة الجسرية كحاجز يمنع العصب الوركي من تجاوز نقطة معينة بالضغط، مثل حزام الأمان. تُثبّت الأربطة اللاصقة العصب بقوة وتحد تمامًا من الحركة بعد نقطة معينة بالجر، مثل المقود. تثبت أشرطة ليفية ذات توزيع غير محدد العصب الوركي في اتجاهات متعددة، مثل الغراء.

### متلازمة العضلة الكمثرية
متلازمة العضلة الكمثرية هي ثاني أكثر الأسباب شيوعًا لالمتلازمة الألوية العميقة، والأكثر شيوعًا بين مختلف الهياكل العضلية الوترية في الحوض. هناك عدة آليات مقترحة لانفخاخ العصب الوركي بواسطة العضلة الكمثرية: تضخم (حجم العضلة يضغط على الأنسجة المحيطة بها) أو انفخاخ العصب الديناميكي في العضلة (ضغط العضلة على العصب بحركات معينة) أو مسار غير طبيعي للعصب أو ارتباطات غير طبيعية للعضلة أو إصابة طبية أو صدمة. يُعتقد أن الاختلافات التشريحية في تفرع العصب الوركي تلعب دورًا، إلا أن هذا غير مثبت، حيث تميل مجموعات الجراحة لالمتلازمة الألوية العميقة إلى أن يكون لديها نفس معدل انتشار تشوهات تفرع العصب الوركي الموجودة في الجثث غير المريضة.

### أسباب أخرى
هناك العديد من الأسباب الأخرى لالمتلازمة الألوية العميقة، وإن كانت أقل شيوعًا. تشمل هذه الأسباب أمراض عضلات باطن الركبة وعضلات الألوية ومتلازمة العضلة التوأمية السدادية الداخلية وخلل في الأوعية الدموية (مثل توسع الأوردة) واصطدام العضلة المربعة الفخذية/العضلة الإسكية الفخذية، والآفات التي تشغل الفراغات (مثل الورم العصبي والتكيس العقدي) والتليف بعد الجراحة المفتوحة التقليدية للعضلة الكمثرية والصدمات والأسباب العظمية. في بعض الأحيان، قد تكون الاختلافات التشريحية المرضية النادرة هي السبب، مثل اختراق ألياف عضلية للعصب.

## الفسيولوجيا المرضية
يتميز العصب الوركي بحركة عالية في الفراغ الألوي العميق مع حركات الورك وحتى الركبة. على سبيل المثال، يؤدي ثني الورك مع مد الركبة (ويُسمى أيضًا رفع الساق مستقيمة) إلى تحرك العصب الوركي في الفراغ الألوي العميق بمقدار 28 مم نحو مركز الجسم. قد تُسبب حركات الورك أيضًا اصطدامًا ديناميكيًا بين العضلات. على سبيل المثال، يؤدي ثني الورك وتقريبه ودورانه الداخلي إلى تمدد العضلة الكمثرية وتقليل المسافة بين العضلة الكمثرية والعضلة التوأمية العلوية، بالإضافة إلى العضلة الكمثرية والرباط العجزي الحدبي.
يمكن للعصب الوركي أن يتمدد وينزلق ويتكيف مع الضغط المعتدل المرتبط بحركات مفصل الورك والركبة الطبيعية عادةً، ولكن قد تُعيقه أمراض مختلفة. يُعتقد أن ضعف أو انعدام حركة العصب الوركي هو السبب المُسرّع لاعتلال العصب الوركي في المتلازمة الألوية العميقة. يُسبب ضعف الحركة هذا إجهادًا وضغطًا على العصب الوركي أثناء حركات الورك المختلفة. يمكن أن يؤدي تمدد بنسبة 6% على العصب إلى ضعف التوصيل.

## التشخيص
يتضمن الفحص العام استبعاد أمراض الحوض والقطنية والورك والفحص البدني والتصوير العصبي بالرنين المغناطيسي (MRN) والحقن التشخيصية. يُعد استخدام التصوير العصبي بالرنين المغناطيسي (MRN) والحقن التشخيصية أدوات تشخيصية حديثة نسبيًا، تُمكّن من إجراء تشخيصات دقيقة في الحالات التي تفشل فيها طرق التشخيص التقليدية. يمكن إجراء اختبارات الأعصاب مثل تخطيط كهربية العضل (EMG) ودراسة توصيل العصب (NCS)، ولكن لا توجد أدلة كافية على فائدتها. تشمل التشخيصات التفريقية (حالات مختلفة ذات أعراض متشابهة) انفخاخ العصب الفرجي وتنشب عظم الفخذ الإسكي وتنشب عظم الفخذ الإسكي الكبير ومتلازمة النفق الإسكي.

### استبعاد أمراض الورك/العمود الفقري/الحوض في وقت مبكر
يُمثل تشخيص المتلازمة الألوية العميقة تحديًا سريريًا غالبًا، نظرًا لتداخل أعراضها بشكل كبير مع أعراض أمراض الحوض والورك والعمود الفقري. ويجب استبعاد أمراض أسفل الظهر على وجه الخصوص مبكرًا إذ يُعتقد أن عرق النسا الذي ينشأ في العمود الفقري أكثر شيوعًا من عرق النسا الذي ينشأ في عمق الألوية. عند تقييم احتمالية الإصابة بأمراض أسفل الظهر، لا ينبغي الاعتماد على التصوير بالرنين المغناطيسي (MRI) كأساس وحيد للتشخيص نظرًا لحساسيته العالية جدًا، مما قد يُغفل انفخاخ العصب الوركي غير القرصي نتيجةً لتشخيصات إيجابية كاذبة. في التصوير بالرنين المغناطيسي، تظهر آفات القرص لدى العديد من الأشخاص الذين لا تظهر عليهم أعراض.
ينبغي استبعاد المشاكل داخل الحوض من خلال تغطية تاريخ أمراض النساء أو المسالك البولية. كما يُمكن للتصوير عالي الدقة استبعاد بعض أشكال مشاكل الحوض، مثل انتباذ بطاني رحمي أو تشوهات الأوعية الدموية.

### الفحص البدني
يجب أن تُحدد العلامات السريرية النهج التشخيصي. على سبيل المثال، يرتبط ألم الجلوس بانفخاخ العصب الوركي تحت العضلة الكمثرية، بينما يرتبط الألم الجانبي لعظم الإسك عند المشي بانحشار العضلة الإسكية الفخذية. يتمثل جوهر الفحص البدني في جس واختبارات التمدد/التنشيط لعضلات الورك الخارجية.
بما أن المرضى غالبًا ما يعانون من ألم في منطقة الأرداف، فإن الجس يمكن أن يوفر معلومات عن الهياكل التي قد تكون مصابة. على سبيل المثال، قد يكون الألم فوق العضلة الألوية عند الشق الوركي الكبير هو متلازمة العضلة الكمثرية وقد يكون الألم الجانبي لدرنة الإسك [الإنجليزية] هو انفخاخ العصب الوركي الفخذي وقد يكون الألم الإنسي لدرنة الإسك هو انفخاخ العصب الفرجي. تحاول اختبارات التمدد/التنشيط لعضلات الورك الخارجية إحداث انفخاخ ديناميكي مع حركات الورك/الركبة. أكثرها استخدامًا هي اختبار FADIR (الثني والتقريب والدوران الداخلي)، seated piriformis challenge test, واختبار تحدي العضلة الكمثرية في وضعية الجلوس واختبار العضلة الكمثرية النشطة. تشمل الاختبارات الإضافية اختبار لاسيغ (المعروف باختبار رفع الساق المستقيمة) وعلامة بيس وعلامة فرايبرغ واختبار بيتي.

### دراسات التصوير
الإجراءان التشخيصيان المفضلان لالمتلازمة الألوية العميقة هما التصوير بالرنين المغناطيسي (MRI) والتصوير المغناطيسي للأعصاب (MRN). يوفر التصوير المغناطيسي للأعصاب معلومات إضافية لا يوفرها التصوير بالرنين المغناطيسي وحده، وذلك من خلال تصوير الخصائص الهيكلية للعصب الوركي. وكمثال على التحسن التشخيصي الذي يحققه التصوير المغناطيسي للأعصاب، عند استخدام التصوير بالرنين المغناطيسي وحده لتقييم عدم تناسق عضلة الكمثرى، تبلغ حساسيته 46% وخصوصيته 66% لمتلازمة الكمثرى. أما عند استخدام تصوير مغناطيسي للأعصاب مع ملاحظة فرط شدة العصب الوركي أحادي الجانب عند الشق الوركي، فتزداد الحساسية إلى 64% والخصوصية إلى 93%. تكمن ميزة التصوير المغناطيسي للأعصاب في تحديد التشوهات التشريحية للأعصاب من خلال تصوير الهياكل العصبية مثل قطر العصب، ووذمة الحزمة العصبية والمظهر الحزمي وكثافة الإشارة حول الحزمية وداخل العصب. ومن المتوقع أن يكون تصوير الانتشار في الرنين المغناطيسي / التصوير بالرنين المغناطيسي للمسار أداة سريرية قوية أخرى لتشخيص المتلازمة الألوية العميقة لأنه يمكن أن يكشف عن معلومات فسيولوجية إضافية حول الأعصاب، لكنه لا يزال في مرحلة البحث.

### الحقن التشخيصية
حقن العصب الوركي حول العصب الموجه بالصورة هو حصار عصبي باستخدام التخدير والستيرويدات، ولها وظيفة تشخيصية وعلاجية. تُستخدم الحواجز لتحديد مصدر الألم عندما يتعذر جس البنى الداخلية. يهدف التوجيه بالصورة إلى زيادة دقة وضع الإبرة وتصور انتشار المادة المحقونة. تُعد الحقن الموجهة بالموجات فوق الصوتية المعيار الذهبي لتمييز المتلازمة الألوية العميقة عن مصادر الألم الأخرى. تعمل الحقن التشخيصية بطريقة مماثلة للجس العميق. فبينما يُؤدي الجس إلى إرسال إشارة عبر العصب يمكن للمرضى تحديد موقعها بالنسبة لألمهم (سواء كانت البقعة مؤلمة أم لا)، فإن التخدير سيحجب الإشارات المرسلة عبر الأعصاب. من المتوقع أن تؤدي الحواجز الناجحة إلى تخفيف الألم فوري وبشكل كامل أو شبه كامل، بينما من المتوقع ألا يُحدث الحواجز غير الناجحة أي تحسن في الألم. عادةً ما يكون المخدر المستخدم في التخدير العصبي مزيجًا من الليدوكايين والبوبيفيكايين، ويستمر الخدر لمدة 4-6 ساعات. يُميز التخدير العصبي بين أنواع مختلفة من آفات الأعصاب، بالإضافة إلى التمييز بين أمراض العصب الوركي والعمود الفقري. يمكن تكرار التخدير على نفس المنطقة أو مناطق مختلفة لزيادة الثقة في التشخيص (مثلًا، لتأكيد التشخيص المشتبه به واستبعاد التشخيصات التفريقية).

## العلاج
لم تُحدد بدقة دواعي العلاج التحفظي أو الجراحة نظرًا لندرة التجارب السريرية المُحكمة. يُنصح باتباع نهج تدريجي إذا لم تكن لدى المرضى دواعي واضحة للجراحة، حيث تُجرَّب علاجات أكثر تحفظًا قبل العلاجات الأكثر تدخلًا. على الرغم من التوصية بالبدء بالعلاج التحفظي، إلا أنه يفشل لدى نصف مرضى المتلازمة الألوية العميقة. في بعض الحالات، قد يُوصى بإجراء جراحة فورًا، كما هو الحال في التصوير الذي يُظهر وجود آفة كتلة تضغط على العصب الوركي.

### العلاج التحفظي
تتمثل الطرق الرئيسية للعلاج التحفظي لالمتلازمة الألوية العميقة في الراحة وتعديل النشاط والعلاج الطبيعي لمدة ستة أسابيع فأكثر واستخدام المسكنات/الأدوية المضادة للالتهابات والحقن. يفشل العلاج المحافظ لدى نصف مرضى المتلازمة الألوية العميقة.
يهدف العلاج الطبيعي إلى استعادة الميكانيكا الحيوية الطبيعية للورك والعمود الفقري. ويتم ذلك من خلال تقوية وتمديد العضلات المعنية (عضلات الورك الخارجية الدوارة) بالإضافة إلى انزلاقات العصب الوركي. كما يجب التركيز على تثبيت الجذع (العضلات المسؤولة عن الوضعية والتوازن وقوة الجسم بشكل عام) والمرونة. تحدث قوى الضغط والشد والقص والدوران أثناء الحركات الطبيعية، ويمكن أن تؤدي الميكانيكا الحيوية غير الطبيعية إلى توزيع غير طبيعي للقوى، مما يؤدي إلى إصابات إجهادية وتندب الأنسجة الرخوة. كما يمكن للميكانيكا الحيوية غير الطبيعية، مثل إمالة الحوض الخلفية، أن تغير توزيع الضغط عند الجلوس خارجيًا وداخليًا. وإذا تُركت دون علاج، فقد تؤدي الميكانيكا الحيوية الضعيفة أيضًا إلى إصابات تعويضية.
تُعد الحقن أيضًا من العلاجات الأولية. يُستخدم التخدير الموضعي والكورتيكوستيرويدات وذيفان السجقية (البوتوكس) بكثرة في حالات مثل متلازمة العضلة الكمثرية. يُعدّ التوجيه بالموجات فوق الصوتية خيارًا شائعًا للحقن، ولكن يمكن أيضًا إجراؤه بتوجيه من التصوير المقطعي المحوسب أو التصوير بالرنين المغناطيسي. وقد وجدت دراسات مُحكمة أن حقن البوتوكس في العضلة الكمثرية للمرضى الذين يُشتبه بإصابتهم بمتلازمة العضلة الكمثرية أكثر فعالية من العلاج الوهمي وأكثر فعالية أيضًا من مجرد التخدير الموضعي. تُقاس مدة التخدير بالساعات، وبالتالي لا يُؤدي التخدير وحده إلى راحة طويلة الأمد. The duration of anesthetics is in hours تُستخدم الكورتيكوستيرويدات غالبًا لتأثيراتها المضادة للالتهابات، والتي يمكن أن تُساعد في حالات حساسية الأعصاب بسبب التهاب موضعي قريب، بالإضافة إلى تقليل الضغط على العصب الناتج عن التورم. which can help when nerves are sensitized due to a nearby local inflammation as well as reducing pressure on a nerve from swelling. مدة حقن الستيرويدات غير واضحة، ولكن الدراسات التي أُجريت على هشاشة العظام في الركبة أفادت بأن تأثيراتها تستمر لمدة أسبوع على الأقل وحتى 3 أشهر. يُشَلِّل البوتوكس العضلة، مما قد يُساعد في علاج التشنجات العضلية المزمنة التي تُسبِّب انفخاخًا ديناميكيًا أو تضخمًا يُسبب ضغطًا على العصب. يستمر مفعول البوتوكس لمدة ثلاثة أشهر تقريبًا.

### الجراحة
تتضمن الجراحة إزالة الضغط عن الأعصاب مع أو بدون استئصال العضلات. يمكن إجراء الجراحة بشقوق خارجية (جراحة مفتوحة أو بالمنظار). يسمح التنظير بتصوير العصب الوركي بالكامل والوصول إلى منطقة الألوية خارج الحوض لإزالة الضغط. الهدف من الجراحة هو استعادة حركية الأعصاب الطبيعية والتوصيل العصبي. أثناء الجراحة، يتم قياس ذلك من خلال دراسات التوصيل العصبي وتخطيط كهربائية العضل، بالإضافة إلى مراقبة حركة العصب الوركي أثناء تحريك ورك المريض. يمكن إجراء هذا الاختبار قبل وبعد إزالة الضغط للتحقق من التحسن قبل إنهاء الجراحة.
تشمل مقاييس النتائج درجة هاريس المعدلة للورك (mHHS) ودرجة VAS (درجات الألم العددية) واستبيان نتائج بنسون. في متابعة لمدة عامين، أظهر 80% من المرضى تقييمات بنسون جيدة إلى ممتازة بعد الجراحة. في إحدى الدراسات التي قيّمت 122 مريضًا، بالنسبة لتقييمات الألم تحسن 90%، ولم يحدث أي تغيير لدى 8%، وساءت 2% من الحالات. وبالنسبة لتقييمات القوة، تحسنت الحالة بنسبة 86%، و9% لم يُلحظ أي تغيير، وتفاقمت حالة 5% من المرضى. إذا كان المرضى يعانون من خدر، فقد لوحظ 59% تحسنًا، بينما لوحظ 41% عدم تحسن. كانت تغييرات درجة مقياس الألم البصري إيجابية باستمرار، بمتوسط 6.7 قبل الجراحة (ألم متوسط إلى شديد) إلى 2.1 بعد الجراحة (ألم خفيف). يتميز النهج التنظيري بمعدل مضاعفات منخفض (0% خطيرة و1% طفيفة). أما الجراحة المفتوحة، فلديها معدل مضاعفات أعلى (1% خطيرة و8% طفيفة). قد تُهدد المضاعفات الخطيرة الحياة وتتطلب تدخلات طبية فورية ومكثفة، بينما لا تُهدد المضاعفات البسيطة الحياة ويمكن إدارتها بعلاج أقل شدة.

## انتشار المرض
البيانات الوبائية حول المتلازمة الألوية العميقة قليلة. تتعلق البيانات الوبائية الرئيسية المتاحة بمتلازمة العضلة الكمثرية. ونظرًا لصعوبة تعريف وتشخيص متلازمة العضلة الكمثرية، أدت محاولات تحديد معدل انتشارها إلى تقديرات متضاربة. تشير التقديرات الحديثة لانتشار المتلازمة الألوية العميقة إلى 6% و17% من إجمالي مرضى آلام أسفل الظهر/عرق النسا. ومع ذلك، قد يكون هذا التقدير أقل من الواقع نظرًا لحساسية التصوير بالرنين المغناطيسي العالية في تحديد أمراض أسفل الظهر (مما يؤدي إلى تشخيصات غير صحيحة للقرص الفقري) وانخفاض معدل إحالة مرضى المتلازمة الألوية العميقة إلى جراحي الأعصاب وأخصائيي جراحة العمود الفقري (مما يؤدي إلى تشخيصات خاطئة) والفشل المتكرر في تحديد التشخيص.

## تاريخ المرض
لقد تطور فهم عرق النسا. عُرف لأول مرة على الأسباب القرصية (القادمة من العمود الفقري). لاحقًا، اُقترحت متلازمة العضلة الكمثرية كسبب لانفخاخ العصب الوركي غير القرصي. ومع ذلك، ظلت متلازمة العضلة الكمثرية مثيرة للجدل لسنوات عديدة ككيان مرضي فيسيولوجي منفصل نظرًا لعدم وجود معايير تشخيصية موضوعية، ولا علاج موثوق ولا فيسيولوجيا مرضية معقولة تدعم وجودها. بمرور الوقت، تَحسَّن التشخيص الدقيق والعلاج والفيسيولوجيا المرضية. ساعد هذا الفهم المحسن لتشريح الورك الخلفي وحركية الأعصاب في تحديد مواقع أخرى قد يكون العصب الوركي محاصرًا فيها. أدى التطور النهائي للتقنيات الجراحية بالمنظار لاستكشاف العصب الوركي إلى تغيير جذري في فهم انفخاخ العصب الوركي غير القرصي. وقد دعم ذلك المزيد من التصنيف لأنه عُثر على العديد من الأسباب الأخرى التي لا تتناسب مع النموذج التقليدي لمتلازمة العضلة الكمثرية. على وجه الخصوص، مثّل مفهوم الأربطة الليفية (النسيج الندبي) التي تُقيّد حركة العصب الوركي وسبّب انفخاخه تغييرًا جذريًا في تشخيص وعلاج عرق النسا غير القرصي. وقد طُوّر مصطلح "المتلازمة الألوية العميقة" الشامل لفهم الأسباب العديدة لانفخاخ العصب الوركي غير القرصي في الفراغ الألوي العميق. وتُعتبر متلازمة العضلة الكمثرية الآن أحد الأسباب العديدة لالمتلازمة الألوية العميقة.
- 1974 - وُصفت متلازمة العضلة الكمثرية.[31]
- 1999 - اقتُرح استبدال متلازمة العضلة الألوية العميقة بمتلازمة العضلة الكمثرية.[32]
- 2003 - جراحة بالمنظار لتحرير عضلة الكمثرية في التجويف الألوي العميق.[33]
- 2005 - دراسة موسعة لتشخيص وعلاج مرضى عرق النسا غير القرصي. استُخدم تصوير مغناطيسي للأعصاب وحصار الأعصاب الموجه بالصور لتشخيص ما لا يقل عن 80% من المرضى الذين فشلت معهم طرق التشخيص القياسية. صُنفت الأسباب المختلفة لانحباس العصب الوركي غير القرصي.[12]
- 2011 - جراحة بالمنظار لتخفيف ضغط العصب الوركي في التجويف الألوي العميق.[34]
- 2015 - تعريف وتشخيص وعلاج متلازمة العضلة الألوية العميقة، وما إلى ذلك.[1][4]

## المجتمع والثقافة
غالبًا ما يواجه المرضى تحديات عند محاولة إيجاد تشخيص دقيق وعلاج جراحي لالمتلازمة الألوية العميقة. نادرًا ما يُستكشف أمراض أعصاب الحوض سريريًا بجدية، على الرغم من أن مئات الآلاف من الأشخاص المصابين بعرق النسا كل عام لا يظهرون انفتاقًا للقرص القطني في التصوير بالرنين المغناطيسي (MRI). وقد جعلت صعوبة الوصول إلى الأعصاب التقييم السريري والعلاج الجراحي غير عمليين تاريخيًا. وقد أدى التصوير غير الموثوق للأعصاب في التصوير بالرنين المغناطيسي القياسي إلى صعوبة وضع التشخيص. ونتيجة لذلك، كان نظام العلاج القياسي هو العلاج العرضي عند عدم وجود سبب. ومع ذلك، يمكن للمرضى المصابين بالمتلازمة الألوية العميقة الإبلاغ عن درجات عالية في مقياس النظير البصري (6.7 ± 2) تميز الألم المتوسط (> 3) والشديد (> 7.5)، وقد لا يجدون راحة كافية في العلاج التحفظي أو العلاج العرضي. إذا لم يستجب المرضى للعلاج غير الأفيوني، يمكن أن يترك الطبيب المرضى يعانون من آلام شديدة لا يمكن السيطرة عليها والتي يمكن أن تؤثر بشكل عميق على نوعية الحياة إن تردد في وصف المواد الأفيونية للألم المزمن غير الخبيث.
هناك غموض في ملكية التخصصات الطبية للعديد من اعتلالات الأعصاب الانفخاخية مما يضيف تحديات إضافية للمرضى. على سبيل المثال، تتطلب اعتلالات الأعصاب الانفخاخية فهمًا تفصيليًا لعلم الأعصاب وعلم الأمراض العصبية، ولكن من المفارقة النادرة أن تكون هذه التخصصات متضمنة، خاصة لأعصاب الحوض. بدلاً من ذلك، قد يراجع المرضى الذين يعانون من انفخاخ أعصاب الحوض أخصائيين يعالجون أجزاء الجسم ذات الصلة، مثل أطباء المسالك البولية وأمراض النساء والطب الطبيعي وأمراض الجهاز الهضمي الطبية والجراحية وجراحة العظام، والذين يعانون هم أنفسهم من نقص المعرفة بالأعصاب وأدوات التشخيص (تصوير مغناطيسي للأعصاب (MRN) وحصار الأعصاب الموجه بالصور). تشمل قائمة التخصصات التي قد يراجعها المرضى لعلاج انفخاخ العصب الوركي أيضًا أطباء الأعصاب (الأعصاب) وجراحي الأعصاب (جراحة الأعصاب) وجراحي العمود الفقري (اعتلال الجذور العصبية) وأطباء الأشعة التداخلية (الحقن) وأطباء التخدير (إدارة الألم). قد يؤدي غياب المسؤولية الواضحة عن العلاج إلى لجوء المرضى إلى استشارة عدة أخصائيين قبل العثور على أخصائي ذي خبرة لمعالجة حالتهم، هذا إن تمكنوا من إيجاده من الأساس. أشار أحد مؤلفي الدراسة إلى أن مرضاه الذين عولجوا بنجاح من متلازمة العضلة الكمثرية راجعوا في المتوسط 8.5 أطباء متخصصين لعلاج عرق النسا لديهم قبل اقتراح تشخيص حالته.